# Madagaskarrohrsänger

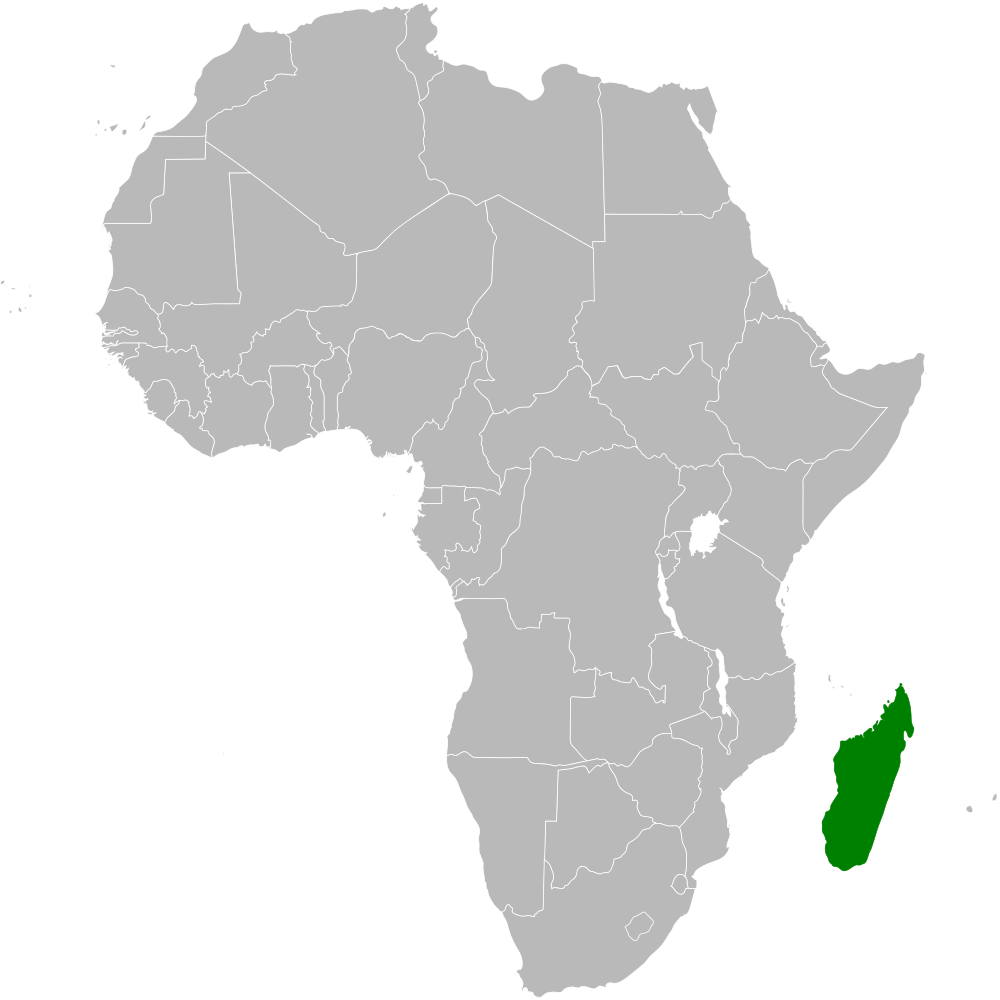
Verbreitung des Madagaskarrohrsängers (Acrocephalus newtoni)

Der Madagaskarrohrsänger (Acrocephalus newtoni) ist ein Singvogel aus der Gattung der Rohrsänger (Acrocephalus) und der Familie der Rohrsängerartigen (Acrocephalidae).
Die Art ist endemisch in Madagaskar.
Der Lebensraum umfasst Süßwasserfeuchtgebiete im Schilfgürtel, montane Vegetation und trockenes Gebüsch in Wassernähe, bevorzugt stehende oder nur langsam fließende Gewässer, auch Mangrovenwälder bis 2500 m Höhe.
Das Artepitheton bezieht sich auf Edward Newton.

## Merkmale
Die Art ist etwa 18 cm groß und wiegt zwischen 14 und 21 g. Sie ist mittelgroß, schlank mit langem Schnabel und relativ großen Füßen und kräftigen Beinen, einem gestuften Schwanz und relativ kurzen gerundeten Flügeln. Der Überaugenstreif ist nur angedeutet, blass und darunter findet sich ein dünner dunkler Augenstreif. Scheitel, Nacken und Oberseite einschließlich Flügel und Schwanz sind dunkel graubraun bis braun. Die Unterseite ist gräulich-weiß, Bauch und Flanken hellbraun bis gelbbräunlich überhaucht mit graubraunen Streifen auf der Kehle und Brust. Die Iris ist dunkel rotbraun, der Schnabel oben schwärzlich, der Unterschnabel rosa bis grau mit dunkler Spitze. Die Beine sind dunkelgrau. Die Geschlechter unterscheiden sich nicht. Jungvögel sind ungestreift. Die Art unterscheidet sich von anderen ähnlichen durch feinere und diskretere Brustzeichnung und fehlende grüne Berandung der Flügelfedern.
Die Art ist monotypisch.

## Stimme
Die Stimme wird als tiefes fließendes „sherp, cherp“, als langgezogenes, langsam abwechslungsreiches, melodisches „chup-e weer weer, tuweep, tweep tweep weepweepweep, tuwherere“ beschrieben, meist aus der Deckung heraus gerufen.

## Lebensweise
Die Art ist wohl Standvogel. Die Nahrung besteht hauptsächlich aus Insekten, die einzeln oder in Familiengruppen in dichter Vegetation, bevorzugt von einem Schilfstängel zum nächsten gesucht werden. Dieser Rohrsänger fliegt nur wenig und nur über kurze Entfernungen, niedrig mit gespreiztem Schwanz.
Die Brutzeit liegt zwischen Mai und Januar, hauptsächlich November und Dezember. Das Gelege besteht aus 2 bis 3 Eiern.

## Gefährdungssituation und Bestand
Die Art wird wegen des großen Verbreitungsgebietes von etwa 689.000 km² und der stabilen Bestände in der Roten Liste der IUCN als nicht gefährdet (Least Concern) eingestuft. Es werden keine Bedrohungen genannt.